# Киселёва, Лариса Евгеньевна
Лариса Евгеньевна Киселёва (род. 11 марта 1970, Ростов-на-Дону) — советская, российская и македонская гандболистка, чемпионка мира по гандболу 1990 года. Заслуженный мастер спорта СССР (1990). Заслуженный спортсмен Северной Македонии.

## Биография
Лариса Киселёва входила в состав сборных команд СССР и России с 1989 по 1996 г.
Чемпионка мира среди женских молодёжных команд (женщины 20 лет, 1989) и бронзовый призёр Олимпийских игр в Барселоне-92. В течение 15 лет выступала за команду мастеров по гандболу «Ростсельмаш», в составе которой в 1991 году стала обладательницей Кубка Европы, а в 1992 году стала чемпионкой СССР в последнем розыгрыше клубного чемпионата по гандболу Советского Союза.
Затем Лариса Киселёва уезжает играть в македонский гандбольный клуб «Кометал Гёрче Петров», в составе которого с 2000 по 2007 годы выигрывала чемпионат и Кубок Македонии, в 2002 и 2005 годах выходила в финалы Лиги чемпионов ЕГФ, один из которых — 2002 года — принёс ей заветный титул. Имея двойное гражданство (оформив гражданство Македонии), выступает за сборную Македонии на чемпионатах мира и отборочных соревнованиях к Олимпийским играм.
В настоящее время в Ростове-на-Дону занимается тренерской и воспитательной работой, являясь доцентом кафедры Спортивных игр Южного федерального Университета, и также является тренером сборной команды ПИ ЮФУ по гандболу.